# 表ウララ
表 ウララ（おもて ウララ、生年不明 - 2021年6月13日）は、日本の女優、声優。office URARA所属。
2021年6月13日、乳癌により死去した。

## 出演作品
※太字は、主役・メインキャラクター

### TV・アテレコ
- オー!マイキー（テレビ東京） - バーバラ・フーコン、ボブママ、川北信代 他
- バミリオン・プレジャー・ナイト（テレビ東京）
  - Starship Residence - マザーコンピューター
  - 非行少女孝子 - お母さん、ヤンキー
  - フーコンファミリー - バーバラ・フーコン

### その他
- カラー・オブ・ライフ - テレビCM及び劇場用スポットナレーション